# Давыденко, Михаил Алексеевич
Михаил Алексеевич Давыденко — советский хозяйственный и политический деятель.

## Биография
Родился в 1937 году в станице Котляревской. Член КПСС.
Окончил Ростовский инженерно-строительный институт.
В 1977—1991 гг. — председатель правления Краснодарского краевого колхозстройобъединения.
В 1991—2000 гг. — председатель акционерного общества «Кубаньагростройпромсоюз» корпорации «Росагропромстрой».
Делегат XXVI съезда КПСС.
Заслуженный строитель Кубани (1998), почётный строитель России.
Живёт в Краснодаре.

## Награды
Указом Президента РФ от 19 октября 1996 года № 1466 награждён орденом «За заслуги перед Отечеством» 4 степени.
- Орден Трудового Красного Знамени (дважды)
- Орден Дружбы народов
- Орден Знак Почёта